# Songe d'une nuit d'enfance
Songe d'une nuit d'enfance est un épisode de la série télévisée d'animation Les Simpson. Il s'agit du deuxième épisode de la trente-cinquième saison et du 752e de la série.

## Synopsis
Marge attrape une intoxication alimentaire après une réunion avec Miss Peyton concernant l'entrée prochaine de Bart au collège. Cela lui provoque des cauchemars fiévreux sur ses enfants grandissant trop vite et quittant la maison, la laissant seule. En même temps, elle doit aider à préparer l'événement Boing-A-Thon de l'école.

## Réception
Lors de sa première diffusion, l'épisode a attiré 1,11 million de téléspectateurs.